# Escullera (monument)
Escullera és un conjunt de tres escultures antropomorfes (pare, mare i fill) de ferro colat, dissenyat per Jaume Plensa i situat al carrer Conflent de Barcelona. Es van col·locar inicialment sobre unes roques, aprofitant la forma escalonada de la plaça Francesc Layret el 1988.
Posteriorment, aprofitant la construcció d'un aparcament, es va remodelar la plaça per, entre altres coses, dotar-la de millors instal·lacions i un entorn més agradable per als ciutadans i ciutadanes, i reconvertir-la en 'plaça dura' (plaça on predominen superfícies dures). La nova plaça es va inaugurar el 14 de desembre de 2002.
El 29 de gener de 1999 van quedar col·locades en tres nivells diferents en l'eixample del carrer Conflent. La més gran, en la vorera del costat mar de la Via Júlia, les altres dues enmig dels parterres d'herba que baixen cap a la plaça d'Àngel Pestanya.
Jaume Plensa les descrivia així: "L'escultura no és una qüestió de voyeurisme, s'ha de poder compartir, caminar al seu al voltant, travessar-la, entrar dins. L'escultura és, de fet, un pretext per provocar un moviment, interior certament, però també físic i en diverses direccions que no es poden controlar".
No obstant això, aquest grup d'escultures estan completament degradades en un entorn que no les acompanya en absolut arran de la reforma de la plaça Francesc Layret.